# Nerone (rapper)
Nerone, pseudonimo di Massimiliano Figlia (Milano, 23 maggio 1991), è un rapper italiano.

## Biografia

### Primi anni e pubblicazioni (2008-2016)
Nato a Milano, Nerone comincia a fare freestyle nel 2008 e un anno dopo, nel 2009, nasce la crew Microfili Click, composta da MRB, Jergo e Remmy. Più tardi Nerone entrerà a farne parte.
Nel 2014 Nerone fa uscire il suo primo EP, Numero zero EP in compagnia di Biggie Paul e composto da otto brani. La carriera da freestyler lo aiuta molto, riuscendo anche ad aggiudicarsi contest come il Tecniche Perfette Lombardia e nel 2014 partecipa ad MTV Spit, programma televisivo sul freestyle presentato da Marracash, uscendone anche vincitore nella terza edizione.
Nel mese di gennaio del 2015 Nerone fa uscire il suo primo EP da solista 100k, che vanta collaborazioni di Maruego, Slait e Low Kidd. L'EP contiene 6 tracce. L'anno seguente esce il mixtape N Mixtape, una collezione di 30 brani priva di collaborazioni, ma con molte produzioni di produttori esterni, tra cui Biggie Paul.

### MaxeEntertainer(2017-2018)
Nel maggio del 2017 esce il primo album in studio Max, che vanta numerose collaborazioni di artisti importanti della scena hip hop italiana come Salmo, Gemitaiz, Rocco Hunt o Nitro e tracce come La miaccade llade scacru, brano scritto completamente in riocontra, o Papparapa'.
Nello stesso anno esce l'EP Hyper, contenente cinque brani, mentre nel 2018 è stata la volta di Hyper 2, formato da nove brani che vantano anche la collaborazione del produttore musicale Strage.
Il 2018 segna anche l'uscita del secondo album Entertainer, composto da undici brani più uno realizzato in collaborazione con Jake La Furia.

### GeminieDM EP(2019-2020)
Nel 2019 esce Hyp3r, terzo capitolo della trilogia di EP iniziata due anni prima. Il 14 giugno dello stesso anno Nerone ha pubblicato il terzo album Gemini, formato da 13 brani, che vanta featuring come Ensi, Jake La Furia ed Egreen. L'album è stato prodotto interamente dal produttore DJ 2P.
Il 30 aprile 2020 esce DM EP, in collaborazione con il rapper e produttore discografico Warez ed il 9 luglio dello stesso anno esce il singolo Bataclan in collaborazione con Fabri Fibra, seguito l'11 dicembre da Radici, singolo realizzato con Clementino.

## Discografia

### Album in studio
- 2017 – Max
- 2018 – Entertainer
- 2019 – Gemini
- 2023 – Brava gente (con Ensi)
- 2025 – Penkiller

### EP
- 2014 – Numero zero EP (con Biggie Paul)
- 2015 – 100k
- 2017 – Hyper
- 2018 – Hyper 2
- 2019 – Hyp3r
- 2020 – DM EP (con Warez)

### Mixtape
- 2016 – N Mixtape
- 2021 – Maxtape

### Singoli
- 2014 – Real Madrid Freestyle (con Biggie Paul)
- 2014 – Lasciami solo (con Biggie Paul)
- 2014 – Il cantastorie (con Biggie Paul)
- 2015 – Rosae Rossae
- 2016 – Mustafà
- 2017 – Emme I
- 2017 – Papparapa' (feat. Gemitaiz e Salmo)
- 2018 – Il peso della fame (con Anagogia e Mr. Mala)
- 2019 – 200 kg (con Braco)
- 2019 – Tre goal
- 2020 – Bataclan (feat. Fabri Fibra)
- 2020 – Radici (feat. Clementino)
- 2021 – Un sec (feat. Nitro e Gemitaiz)
- 2021 – O' faccio buono (con Big Effe e Clementino)
- 2022 – B.U.F.
- 2023 – King Kong vs Godzilla (con Ensi)
- 2024 – Rosso Fuoco (con Ensi)
- 2025 – Las Vegas Freestyle
- 2025 - Il più grosso